# TROUBLE IN PARADISE
『TROUBLE IN PARADISE』（トラブル・イン・パラダイス）は、日本の歌手、杏里の10枚目のオリジナル・アルバムである。1986年11月21日発売。発売元はフォーライフ・レコード。

## 概要
9thアルバム『MYSTIQUE』からおよそ半年弱という短い期間で発売された。ロンドンレコーディングによる作品で、井上鑑がサウンドプロデュースを担当した。サウンド面は、当時の洋楽を見据えた斬新さを感じさせる内容となっており、シンクラヴィアも本作で初導入・使用されている。アナログ盤、カセットテープ、CD各初回盤には翌年度のカレンダーが封入されていた。
アルバム・タイトル曲「TROUBLE IN PARADISE」は、英語詞によるバージョンのレコーディングも行われ、12インチシングルとして翌月シングル・カットされた。
4か月前にはベスト・アルバム『ザ・杏里』も発売しており、この年は計3枚のアルバムを発売する事となった。
2011年8月24日には、ブルースペックCDが紙ジャケット仕様で発売され、12インチシングルとして発売された「TROUBLE IN PARADISE」の英語バージョンが追加収録された。

## 収録曲

### LP / CT
| 全編曲: 井上鑑。 |                               |          |                      |      |
| #                | タイトル                      | 作詞     | 作曲                 | 時間 |
| 1.               | 「THE PAGES OF YOUR HISTORY」 | 井上鑑   | 井上鑑               | 4:49 |
| 2.               | 「TIME OUT」                  | 吉元由美 | 久保田利伸・羽田一郎 | 3:50 |
| 3.               | 「IMITATION LOVER」           | 原田真二 | 原田真二             | 5:24 |
| 4.               | 「THE TORCH」                 | 園部和範 | 羽田一郎             | 4:57 |
| 5.               | 「A SLOW BOAT TO HEAR」       | 吉元由美 | 杏里                 | 5:23 |

| 全編曲: 井上鑑。 |                         |               |                                                            |      |
| #                | タイトル                | 作詞          | 作曲                                                       | 時間 |
| 1.               | 「TROUBLE IN PARADISE」 | 吉元由美      | DELROY MURRAY, ROBIN ACHAMPONG, CARL STURKEN & EVAN ROGERS | 4:28 |
| 2.               | 「PRECIOUS TIME」       | 真沙木唯      | 佐藤博                                                     | 4:15 |
| 3.               | 「FALLEN ANGEL」        | DELROY MURRAY | 杏里                                                       | 3:16 |
| 4.               | 「CHRISTMAS CALENDAR」  | 吉元由美      | 杏里                                                       | 4:42 |
| 5.               | 「CURTAIN CALL」        | 真沙木唯      | 佐藤博                                                     | 5:35 |

### CD
| 全編曲: 井上鑑。 |                               |               |                                                            |      |
| #                | タイトル                      | 作詞          | 作曲                                                       | 時間 |
| 1.               | 「THE PAGES OF YOUR HISTORY」 | 井上鑑        | 井上鑑                                                     | 4:49 |
| 2.               | 「TIME OUT」                  | 吉元由美      | 久保田利伸・羽田一郎                                       | 3:50 |
| 3.               | 「IMITATION LOVER」           | 原田真二      | 原田真二                                                   | 5:24 |
| 4.               | 「THE TORCH」                 | 園部和範      | 羽田一郎                                                   | 4:57 |
| 5.               | 「A SLOW BOAT TO HEAR」       | 吉元由美      | 杏里                                                       | 5:23 |
| 6.               | 「TROUBLE IN PARADISE」       | 吉元由美      | DELROY MURRAY, ROBIN ACHAMPONG, CARL STURKEN & EVAN ROGERS | 4:28 |
| 7.               | 「PRECIOUS TIME」             | 真沙木唯      | 佐藤博                                                     | 4:15 |
| 8.               | 「FALLEN ANGEL」              | DELROY MURRAY | 杏里                                                       | 3:16 |
| 9.               | 「CHRISTMAS CALENDAR」        | 吉元由美      | 杏里                                                       | 4:42 |
| 10.              | 「CURTAIN CALL」              | 真沙木唯      | 佐藤博                                                     | 5:35 |

| #         | タイトル                                      | 作詞                                                      | 作曲                                                      | 時間  |
| --------- | --------------------------------------------- | --------------------------------------------------------- | --------------------------------------------------------- | ----- |
| 11.       | 「TROUBLE IN PARADISE」(English Long Version) | DELROY MURRAY, ROBIN ACHAMPONG, CARL STURKEN, EVAN ROGERS | DELROY MURRAY, ROBIN ACHAMPONG, CARL STURKEN, EVAN ROGERS | 6:06  |
| 合計時間: | 合計時間:                                     | 合計時間:                                                 | 合計時間:                                                 | 52:51 |

## 参加ミュージシャン
- 杏里 - ボーカル
- 井上鑑 - キーボード
- 常富喜雄 - アコースティック・ギター
- イアン・ベアンソン (Ian Bairnson) - ギター
- デヴィッド・ローズ (David Rhodes) -  ギター
- パンディット・ディニッシュ (Pandit Dinesh) - インディアン・パーカッション
- トニー・ベアード (Tony Beard) - ドラム
- ビル・ブルーフォード (Bill Bruford) - ドラム
- サイモン・フィリップス (Simon Phillips) - ドラム
- ローレンス・コットル (Laurence Cottle) - ベース
- グラハム・エドワーズ (Graham Edwards) - ベース
- フェリックス・クリッシュ (Felix Krish) - ベース
- マーク・フェルサム (Mark Feltham) - ハーモニカ
- デルロイ・マレイ (Delroy Murray) - 男性バック・ボーカル
- ロビン・アチャンポン (Robin Achampong) - 男性バック・ボーカル
- キャロル・ケニオン (Carol Kenyon) - 女性バック・ボーカル
- ジョナサン・ソレル (Johnathan Sorrel) - シンクラヴィア・プログラミング
- 塩野谷りみ - プログラミング